# 藤井優 (俳優)
藤井 優（ふじい ゆう、2008年6月23日 - ）は、日本の俳優、モデル。神奈川県出身。

## 人物
- 特技は短距離走、サッカー[2]。
- 憧れの俳優は菅田将暉[3]。
- 2024年5月6日に洗足学園音楽大学で開催されたニコ☆プチ2024卒業式のイベント以降は活動していない。

## 出演

### テレビドラマ
- PICU 小児集中治療室（2022年10月10日 - 12月19日、フジテレビ） - 矢野悠太（中学時代） 役[4]
- ブラッシュアップライフ（2023年1月8日 - 3月12日、日本テレビ） - 加藤直人（中学時代） 役
- 王様戦隊キングオージャー 第5・18・42・43話（2023年4月2日・7月2日・12月24日・2024年1月7日、テレビ朝日） - ラクレス・ハスティー（少年期） 役[5]

### オリジナルビデオ
- 王様戦隊キングオージャーVSキョウリュウジャー（2024年10月9日、東映ビデオ） - 幼いラクレス 役

### CM
- 株式会社栄光「栄光ゼミナール」（2022年12月 - ）

### 書籍
- ニコ☆プチ（2022年2月号 - 2024年2月号）

### その他
- SHE'S　6th Album「Shepherd」- CDジャケットモデル（2023年5月24日）
- ニコ☆プチ2024卒業式（2024年5月6日）